# 専修学校マルチメディアアート学園
専修学校マルチメディア・アート学園（せんしゅうがっこうマルチメディア・アートがくえん）は、学校法人大矢学園によって運営されていたマルチメディア系の専修学校である。

## 所在
- 所在地：東京都港区西麻布3-8-7

## 沿革
- 1996年：同じ大矢学園グループに属する代々木アニメーション学院の姉妹校の日本初のマルチメディア系の専修学校としてとして設立。
- 1998年：2号館完成。（2005年閉館）
- 2007年：代々木アニメーション学院の民事再生法適用で学園校舎が売却されることになるが、新たな出資者を募り、代々木アニメーション学院から独立する。
- 2008年3月：廃校。

## 主な設置学科
- アニメ芸術総合学科
  - スペシャル・アニメーターコース
  - アニメ・コンテンツコース
  - テクニカル・アートコース
  - 声優・アクターズコース
- コミック芸術総合学科
  - ストーリー・コミックコース
  - デジタル・コミックコース
- ゲーム芸術総合学科
  - CGゲーム・デザイナーコース
  - ゲーム・アカデミーコース

## 著名な卒業生

### スペシャル・アニメーターコース
- 窪田康高 （Production I.G所属）
- 柴田由香 （テレコム・アニメーションフィルム→ガイナックス所属）
- 横田匡史 （スタジオジブリ所属）
- 木村延景 （イージー・フイルム→東映アニメーション→マッドハウス所属）
- 油谷有美 （手塚プロダクション所属）
- 老平英 （旭プロダクション所属）
- 金田尚美 （ボンズ所属）
- 松浦仁美

### 声優・アクターズコース
- 熊沢孝彦 （プロダクション・タンク）
- 栗原茜 （CSRコーポレーション）
- 宮崎亜友美 （テアトル・エコー）
- 森山このみ （希楽星）

### ストーリー・コミックコース
- 飯塚晶子
- イワタヒロノブ
- 隅井章仁
- 空廼カイリ
- たかな友基
- ユ・ヌンミ
- 中村珍
- 西村としお